# Marcel Couraud
Marcel Couraud (Limoges, 20 ottobre 1912 – Loches, 14 settembre 1986) è stato un direttore di coro e direttore d'orchestra francese.

## Biografia
Allievo dell'Ecole Normale di Parigi, dove studiò l'organo con Marchal, esordì nel 1945 e nello stesso anno fondò il "Marcel Couraud Vocal Ensemble", che diresse fino al 1954.
Ha anche preso lezioni di Composizione con Boulanger, e di Direzione col Direttore d'Orchestra Charles Munch.
Nel 1967, divenuto direttore dei cori della radiotelevisione francese, formò un gruppo di dodici solisti, "Groupe Vocal de France",  con i quali realizzò importanti prime esecuzioni di musica d'avanguardia, (1976-1978).